# Crocus tommasinianus
Crocus tommasinianus Herb., 1847 è una pianta ornamentale, perenne e bulbosa appartenente alla famiglia delle Iridacee.

## Etimologia
L'epiteto specifico è un omaggio al botanico italiano Muzio Tommasini (1794–1879).

## Descrizione
La specie presenta un cormo arrotondato, con fusto fibroso, presenti da 2 a 4 foglie, lineari, con nervatura centrale argentea e completamente sviluppati al momento della fioritura.

I fiori hanno forma di stella quando sono completamente aperti. Il perigonio è color lavanda con il tubo di color bianco.
I petali sono più chiari sul lato esterno.
Esistono numerose varietà, create con l'orticoltura, di colore rosa, lilla, violetto, porpora e bianco. Fiorisce fino alla fine dell'inverno e ha una fragranza di zafferano.

## Distribuzione e habitat
La specie è originaria di Croazia, Bosnia, Serbia, Montenegro, Bulgaria e Ungheria, cresce nei boschi e nei lati ombreggiati dei rilievi.

## Varietà e coltivazione
La varietà Ruby Giant è forse quella più conosciuta, produce piante più vigorose di quella selvatica con fiori più grandi di colore lilla scuro.
La specie è facile da coltivare, anche se non resiste a lunghi periodi di siccità,  i cormi si piantano in autunno in luoghi mediamente ombreggiati, in gruppi a distanza di 8–10 cm e a una profondità di 5 cm.
La moltiplicazione avviene in autunno, per mezzo dei nuovi cormi che crescono attorno alla pianta principale.
Può crescere anche con i semi, ma in questo caso la fioritura tarda 3-4 anni.